# Luitwin Gisbert von Boch-Galhau
Luitwin Gisbert von Boch-Galhau (* 23. Mai 1936 in Mettlach) war der vorletzte aus der Familiendynastie Boch stammende Vorstandsvorsitzende der saarländischen Villeroy & Boch AG (1985–1994) und von 1994 bis zum 30. Mai 2008 zweiter stellvertretender Vorsitzender des Aufsichtsrates. Danach wurde er zum Ehrenmitglied des Aufsichtsrates ernannt – ein Amt, das er im April 2023 nach über 70-jähriger Tätigkeit für das Unternehmen beendete.

## Leben
Sowohl sein Großvater (1877–1932), der bereits vier Jahre vor seiner Geburt starb, als auch sein Vater (1906–1988) führten den Vornamen Luitwin. Luitwin Gisbert wurde Spross in der achten Generation des keramischen Familienunternehmens. Er studierte 1961 Wirtschaftswissenschaften an der Universität St. Gallen, hatte mehrere Studienaufenthalte in Kanada, USA, Japan, Indien und anderen Ländern und übernahm zunächst die Leitung der Villeroy & Boch-Niederlassung in Hamburg, später die des Werkes in Lübeck-Dänischburg. Ab 1972 wurde er geschäftsführender Gesellschafter.
Von 1985 bis 1994, also unmittelbar vor der Umwandlung des Unternehmens in eine Aktiengesellschaft, wurde er Vorsitzender des Vorstands der Villeroy & Boch AG. Auf ihn sind die ersten Diversifizierungsmodelle und Konzepte zur „Keramischen Harmonie“ zurückzuführen, die später Grundlage für das Konzept des „My House of Villeroy & Boch“ waren. Auch war es seine unternehmerische Entscheidung, durch die Umwandlung der Kommanditgesellschaft in eine Aktiengesellschaft im Jahr 1987, das Kapital in Familienbesitz zu belassen.
Luitwin Gisbert ist als ein Nachkomme des lothringischen Firmengründers François Boch um die deutsch-französisch-luxemburgische Tradition des Unternehmens bemüht. Die Aussöhnung mit den europäischen Nachbarn nach dem Zweiten Weltkrieg war für ihn eine Selbstverständlichkeit, förderte sie doch dazu die wirtschaftlichen und menschlichen Verflechtungen. Als konsequent ist daher die Übernahme verschiedener Aufgaben und Ämter auf europäischer Ebene anzusehen. So zum Beispiel in der Cérame-Unie, der Dachorganisation der keramischen Industrie der EU, deren Präsident er ab 1985 war, in der deutschen Delegation der CET (Vereinigung der Fliesenhersteller EU) oder seit 1994 als Vorstandsmitglied der deutschen keramischen Gesellschaft. Alt-Bundeskanzler Helmut Kohl bezeichnete ihn 1998 im Rahmen des 250-jährigen Firmenjubiläums als „Europäer der ersten Stunde“. Die Französische Regierung verlieh Luitwin Gisbert von Boch für seine Verdienste um die deutsch-französische Freundschaft im Jahr 1995 den Titel Chevalier de la Légion d’Honneur (Ritter der Ehrenlegion).
Boch war im Saarland für eine Reihe von Interessenvertretungen und Gremien aktiv: Er war Vizepräsident des Saarländischen Industriellenverbandes (SIV) und ab 1972 der fusionierten Vereinigung der Saarländischen Unternehmensverbände (VSU). Ferner war von Boch ab 1976 im Beirat für Wirtschafts- und Strukturfragen, im Arbeitsausschuss Standort und Verkehr sowie Vertreter der Anteilseigner im Aufsichtsrat der Saar-Bergwerke.
Zusammen mit seiner Ehefrau Brigitte (* 1937) hat er fünf Kinder: Carmen (* 1964), Adeline (* 1966), Michel (* 1968), Siegfried (* 1972) und Ariane (* 1979).

## Orden und Ehrenzeichen
- Ritter der Ehrenlegion (1995)
- Großes Bundesverdienstkreuz (2005)